# از گرگ‌ومیش تا سحر
از گرگ و میش تا سحر (به انگلیسی: From Dusk till Dawn) فیلمی در ژانر اکشن ترسناک محصول سال ۱۹۹۶ آمریکا به کارگردانی رابرت رودریگز و فیلم‌نامه کوئنتین تارانتینو بر پایه داستانی از رابرت کورتزمن است. در این فیلم بازیگرانی همچون جرج کلونی، هاروی کایتل، تارانتینو، کلی پرستون و جولیت لوئیس ایفای نقش می‌کنند و اینک یک فیلم کالت به‌حساب می‌آید.

## داستان
داستان از ۲ برادر دزد حرفه‌ای که مرتکب قتل شده‌اند شروع می‌شود. آنها در مسیر رسیدن به مکزیک از تگزاس هستند و در مسیر برای رد شدن از مرز یک خانواده سه نفری را با خود می‌برند و در پناه آن‌ها از مرز می‌گذرند، تا به مکانی می‌رسند که قرار ملاقات با یک دوست دارند تا پول را تقسیم کنند (باری به نام تمام طول روز). در فیلم تا یک ساعت از خون‌آشام خبر نیست، و کاملاً بدون هیچ گونه مقدمه‌ای سلما هایک با دیدن خون تارانتینو تبدیل می‌شود به خون‌آشام و گردن او را گاز می‌گیرد، و معلوم می‌شود تمام آن محل پر از خون‌آشام است.